# Robertsfors kommun
Robertsfors kommun ligger ved Bottenbugten i Västerbottens län i Västerbotten i i Sverige. Kommunens administration ligger i byen Robertsfors som ligger ved Rickleån som er kommunen største vandløb. Robertsfors grænser mod nord til Skellefteå kommun og mod vest og sydvest til Umeå kommun.

## Geografi
I kommunen, der ligger mellem Umeå og Skellefteå, er der et lavt og skovklædt landskab med indslag af moser. Mere kuperet i nordvest. I øst er der usammenhængende kystlandskaber ud til Østersøen.. Robertsfors kommun strækker sig cirka 60 kilometer langs Østersøkysten, og går cirka 40 kilometer ind i landet; E4 går gennem kommunen.

## Byer
Robertsfors kommune havde i 2005 tre byer.
Indbyggere pr. 31. december 2005.
| #  | By          | Indbyggere |
| -- | ----------- | ---------- |
| 1. | Robertsfors | 2.010      |
| 2. | Ånäset      | 622        |
| 2. | Bygdeå      | 506        |

## Eksterne kilder og henvisninger
1. ↑  Folkmängd i riket, län och kommuner 30 september 2012 och befolkningsförändringar 1 juli - 30 september 2012. Statistiska centralbyrån (30. september 2012).
2. ↑  Artikkel om Robertsfors kommune på snl.no
3. ↑  Statistiska centralbyrån den 31, december 2005

- Robertsfors kommunes officielle hjemmeside

- Wikimedia Commons har flere filer relateret til Robertsfors kommun

64°12′N 20°51′Ø / 64.200°N 20.850°Ø